# Alpenus extrema
Alpenus extrema är en fjärilsart som beskrevs av Abel Dufrane 1953. Alpenus extrema ingår i släktet Alpenus och familjen björnspinnare. Inga underarter finns listade i Catalogue of Life.